# Heinrich Hoffschulte

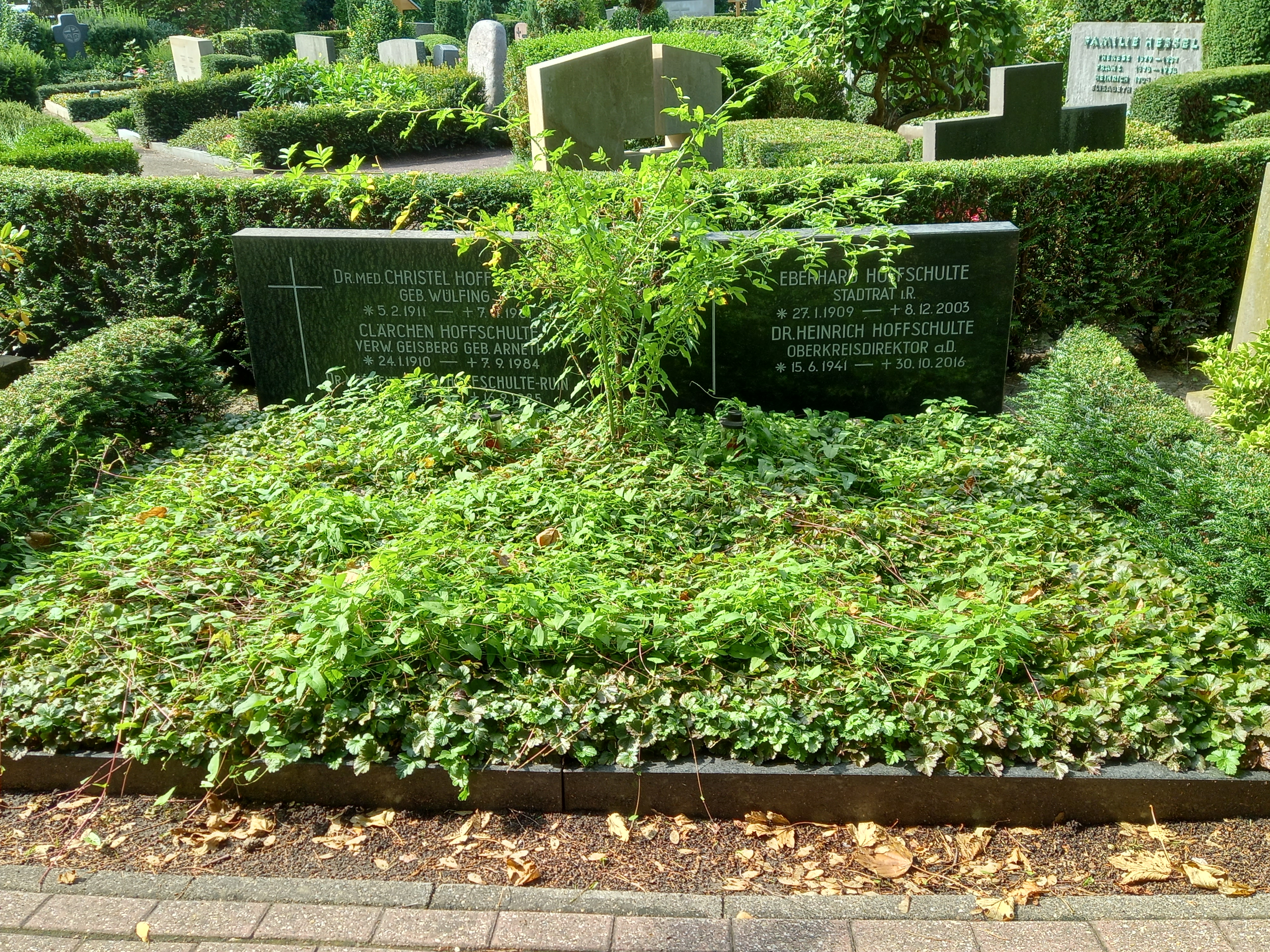
Das Grab von Heinrich Hoffschulte auf dem neuen Friedhof St. Mauritz in Münster

Heinrich A. Hoffschulte (* 15. Juni 1941 in Danzig; † 30. Oktober 2016 in Münster) war ein prominenter Vertreter der Europäischen Bewegung in Deutschland. Bereits seit 1956 war Hoffschulte Mitglied der Jungen Europäischen Föderalisten und der Europa-Union Deutschland, von 1973 bis 1996 war er zunächst stellvertretender Vorsitzender und übernahm von 1996 bis 2008 den Landesvorsitz der Europa-Union NRW.

## Leben
Nach dem Abitur in Münster am Johann-Conrad-Schlaun-Gymnasium studierte er Jura, Christliche Sozialwissenschaft und Portugiesisch in Münster, Grenoble und Paris. Zu Beginn seines Studiums in Münster 1960 trat er in den katholischen Studentenverein Markomannia im KV ein. Nach einem Stipendium 1969/70 an der École nationale d’administration (ENA) in Paris promovierte er 1971 zum Dr. jur. an der Universität Münster zum Thema „Eigentumsgarantie und Entschädigungsrecht im brasilianischen Recht“.
Hoffschulte war von 1975 bis 1980 Stadtdirektor in Werne und von 1980 bis 1996 Oberkreisdirektor des Kreises Steinfurt.

## Wirken
Er war als Experte zu Fragen der kommunalen und regionalen Selbstverwaltung tätig, u. a. für den Europarat, die Vereinten Nationen, die Deutsche Stiftung für Internationale Entwicklung und die Konrad-Adenauer-Stiftung. Er war Mitinitiator und seitdem Mitglied des UN-Beirates der Kommunen (UNACLA). Als Erster Vizepräsident des Rates der Gremien und Regionen Europas wirkte Hoffschulte als kommunalpolitischer Sprecher im Europäischen Verfassungskonvent mit und brachte unter anderem ein Grundlagenpapier der Kommunen zur Ausgestaltung des Subsidiaritätsprinzips ein.
Heinrich Hoffschulte engagierte sich für zahlreiche Sozialprojekte im Heiligen Land und war Mitglied im Deutschen Verein vom Heiligen Lande. 1980 wurde er vom Kardinal-Großmeister Giuseppe Caprio zum Ritter des Ritterordens vom Heiligen Grab zu Jerusalem ernannt und am 10. Mai 1980 im St.-Paulus-Dom in Münster durch Franz Kardinal Hengsbach, Großprior der deutschen Statthalterei, in den Orden investiert.

## Ehrungen und Auszeichnungen
- Komtur des Ritterordens vom Heiligen Grab[2]
- Bundesverdienstkreuz am Bande des Verdienstordens der Bundesrepublik Deutschland
- Kaiser-Maximilian-Preis (2002)
- Coudenhove-Kalergi-Plakette 2012[3]